# Nido de aves

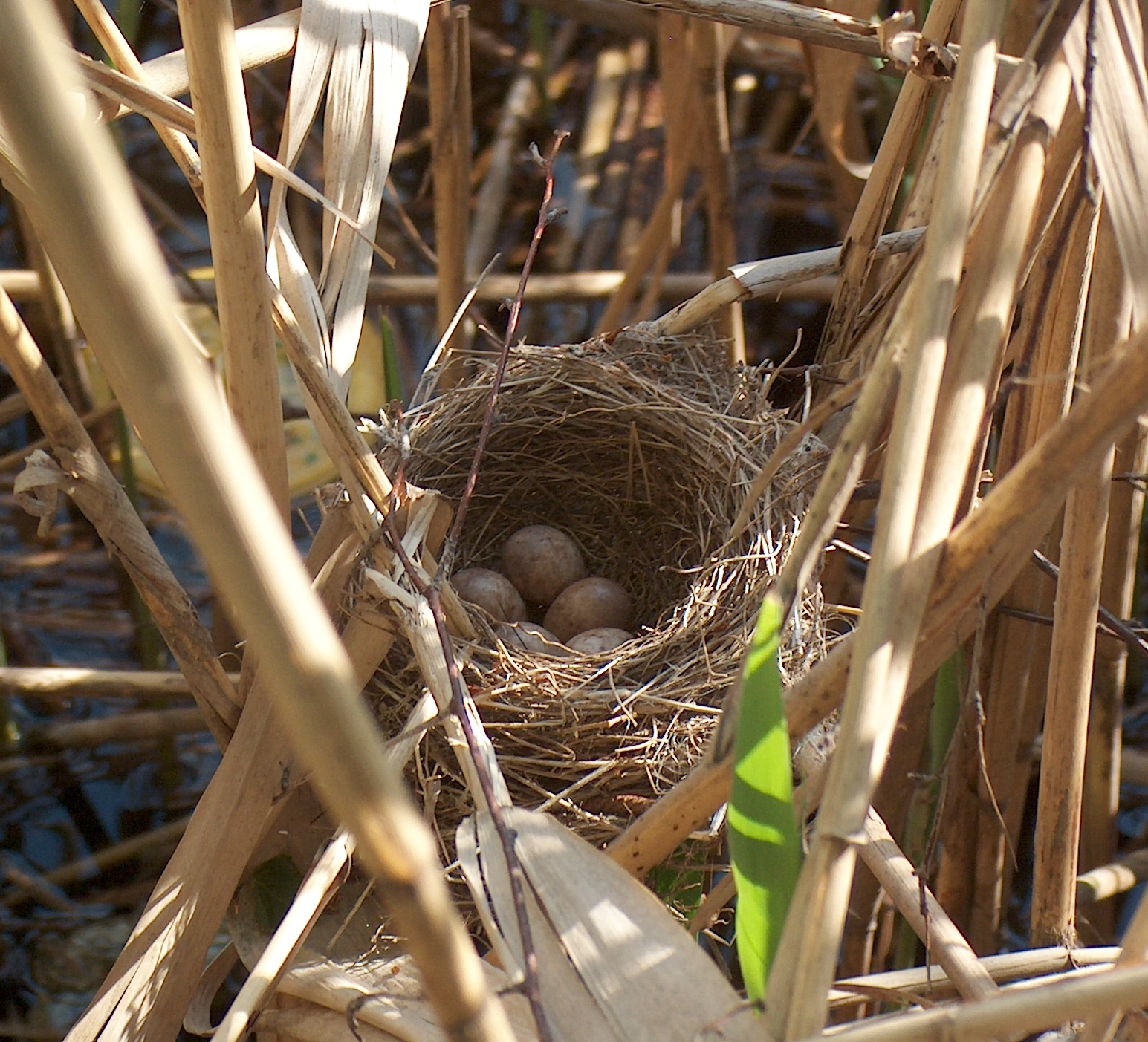
Nido de copa profundo del carricero tordal (Acrocephalus arundinaceus).

Un nido de ave es el lugar en el cual un ave pone e incuba sus huevos y cría sus polluelos. Mientras que el término popularmente se refiere a la estructura específica hecha por el ave misma —tal como el nido de hierba en forma de cuenco del zorzal robín o del mirlo común, o el nido colgante elaboradamente tejido de la oropéndola americana de Moctezuma, del tejedor aldeano o del pardalote cejirrojo— esa es una definición muy restrictiva. Para algunas especies, un nido es simplemente una depresión somera hecha de arena; para otras, es el hueco del nudo que queda en un tronco luego de que una rama se parte, una madriguera excavada en el suelo, una cámara taladrada en un árbol, una pila enorme de vegetación en putrefacción y tierra, o una cúpula de barro con un túnel de entrada. Algunas especies de salanganas linchi del género Collocalia hacen sus nidos enteramente de saliva, que se seca y endurece para formar una repisa en la pared de la cueva dentro de la cual el ave pone sus huevos.
Los nidos de aves más pequeños son los de algunos colibríes, copas pequeñitas que pueden llegar a ser de solo 2 cm de ancho y 2-3 cm de alto. En el otro extremo, algunos nidos de montículo construidos por el megápodo talégalo de freycinet miden más de once metros de diámetro y casi cinco metros de alto.
En la mayoría de las especies, la hembra hace todo o la mayor parte del trabajo de construcción, aunque el macho frecuentemente ayuda. En algunas especies poliginas, el macho puede sin embargo, hacer todo o la mayor parte de la construcción del nido. El nido puede también ser parte de su demostración de cortejo tal como en las cabañeras Ptilonorhynchidae y en las tejedoras Ploceidae. La habilidad de escoger y mantener buenos sitios de anidación y de construir nidos de alta calidad puede ser seleccionada por las hembras en estas especies. En algunas especies los jóvenes de nidadas previas pueden actuar como ayudantes de los adultos.

## Tipos de nidos

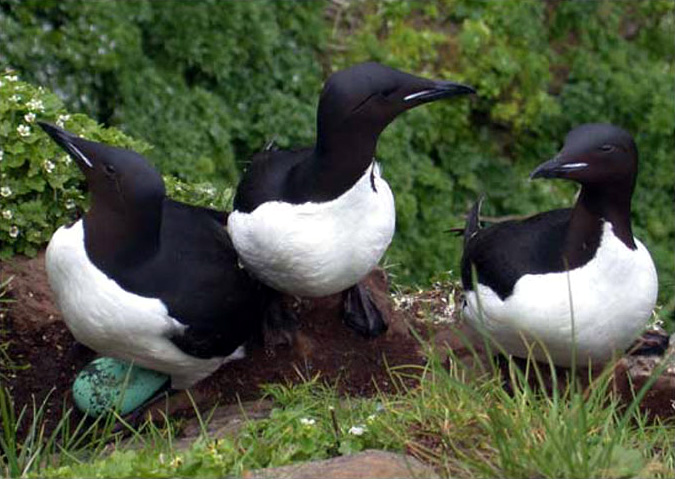
El arao de pico ancho pone sus huevos únicos directamente sobre las rocas de acantilados.

No todas las especies de aves hacen o usan nido. Por ejemplo, algunas alcas —incluyendo al arao común, el arao de pico ancho y el alca común— ponen sus huevos directamente en las estrechas cornisas de roca de acantilados que ellos usan como sitio de anidación.  Los huevos de estas aves son dramáticamente puntiagudos en un extremo, de forma que ruedan circularmente al ser descolocados. Esto es crítico para la supervivencia de los huevos en desarrollo, dado que no existe un nido que les impida rodar fuera del borde de la cornisa. Presumiblemente debido a la vulnerabilidad de sus huevos desprotegidos, las progenitoras en estas especies de aves raramente los dejan sin atención.
El pingüino rey y el pingüino emperador tampoco construyen nidos; en vez, ellos envuelven sus huevos y polluelos entre sus patas y los pliegues de piel de la parte baja del abdomen. Son por lo tanto capaces de deambular mientras incuban, aunque en la práctica sólo el pingüino emperador  lo hace regularmente. El pingüino emperador,  cría durante los meses más crudos del invierno antártico, y la movilidad les permite formar masas amontonadas enormes que les ayuda a soportar los extremados vientos fuertes y bajas temperaturas de la estación. Sin la habilidad de compartir el calor corporal (la temperatura en el centro de grupos apretados puede ser hasta 10 °C más alta que la temperatura ambiente del aire), los pingüinos gastarían mucha más energía tratando de mantener su temperatura, y los intentos de cría probablemente fracasarían.
Algunas especies que anidan en grietas, incluyendo el pamperito ceniciento, el arao palomo, el búho real y el cárabo árabe, ponen sus huevos en el resguardo relativo de una oquedad en las rocas o abertura entre peñascos, pero no aportan ningún material adicional al nido. Los urutaúes ponen su único huevo directamente en el extremo de un tocón de tronco partido, o en la depresión somera de una rama —típicamente donde una rama que apuntaba hacia arriba murió y cayó, dejando una cicatriz pequeña o hueco de nudo. Los anidadores parasitarios como los pájaros vaqueros o renegridos, de América, los indicadores, y muchos cucúlidos del Viejo Mundo y Australasia, ponen sus huevos en el nido en uso de otra especie.

### Escarbado

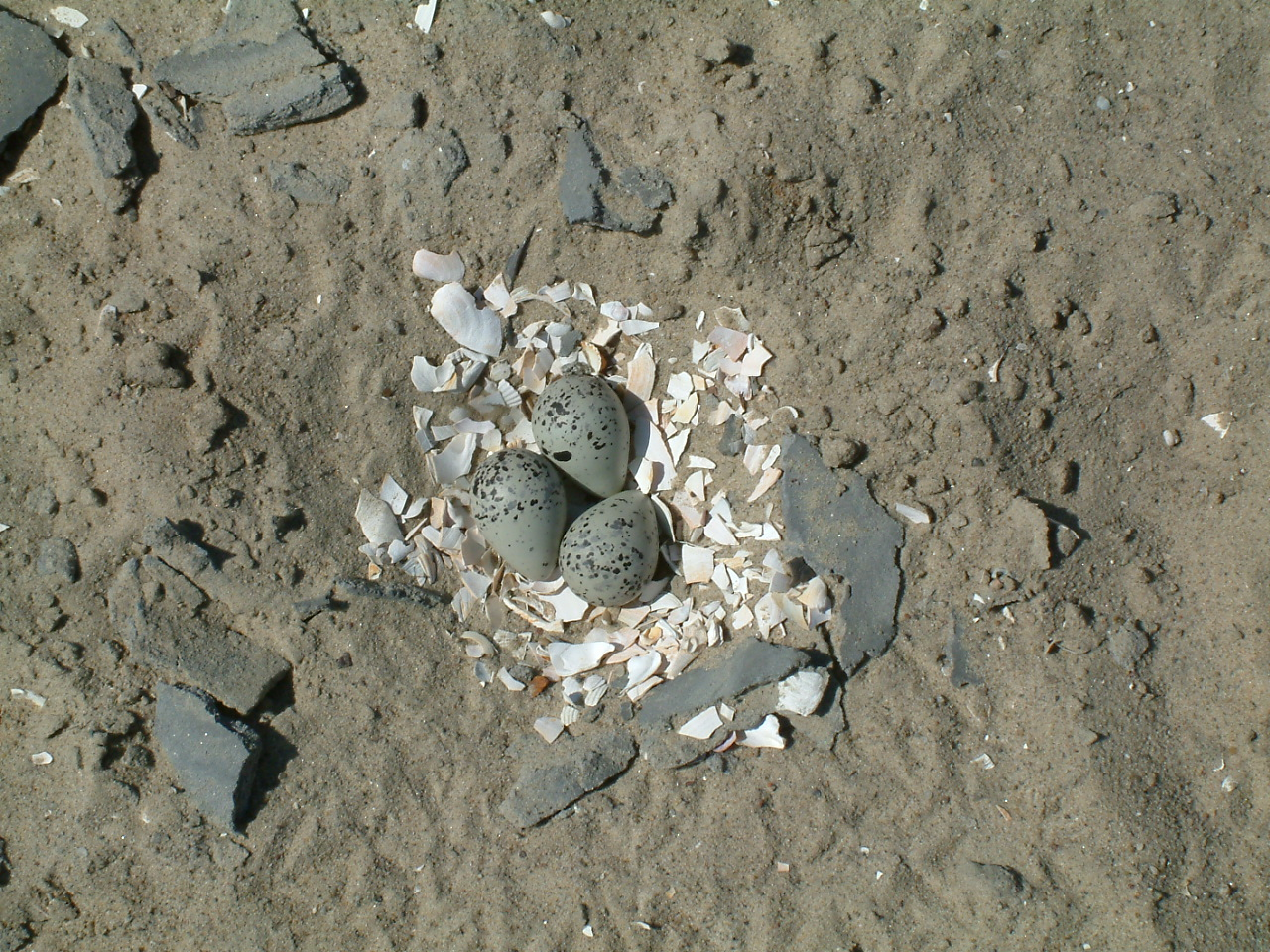
Nido escarbado recubierto de conchas de un chorlito (Charadrius).

La construcción más simple de nido es el escarbado, el cual es tan sólo una depresión somera en el suelo o vegetación. Este tipo de nido, el cual tiene típicamente borde suficientemente profundo como para impedir que los huevos rueden fuera, es a veces recubierto con pedazos de vegetales, pequeñas rocas, fragmentos de conchas o plumas. Estos materiales pueden ayudar a camuflar los huevos o dar cierto aislamiento; pueden también mantener los huevos en su lugar, y prevenir que se hundan en el suelo fangoso o arenoso si el nido es inundado accidentalmente. Los avestruces, la mayoría de los macucos o tinamos, muchos  patos, la mayoría de las charadriformes limícolas, la mayoría de los charránes, algunos halcones, faisanes, codornices, perdices, avutardas y ortegas son de las especies que hacen nidos escarbados.
Los huevos y los polluelos en los nidos escarbados —y los adultos que los empollan— están más expuestos a predadores y a las condiciones climáticas que aquellos en nidos más protegidos; ellos están en el suelo y típicamente al descampado, con poca cosa que pueda esconderlos. Los huevos de la mayoría de las aves que anidan en el suelo (incluyendo a las que anidan en nidos escarbados) tienen coloraciones crípticas, lo que les ayuda a camuflarlos cuando los adultos no los están cubriendo; el color real generalmente se corresponde con el del sustrato en el que son puestos. Los adultos que empollan también tienden a estar bien camuflados, y puede ser difícil espantarlos del nido. La mayoría de las especies que anidan en el suelo tienen exhibiciones de distracción bien desarrolladas, las cuales son usadas para llamar la atención de los predadores alejándolos del área alrededor del nido. La mayoría de las especies con este tipo de nido tienen polluelos precoces, que dejan rápidamente el nido luego de la eclosión.

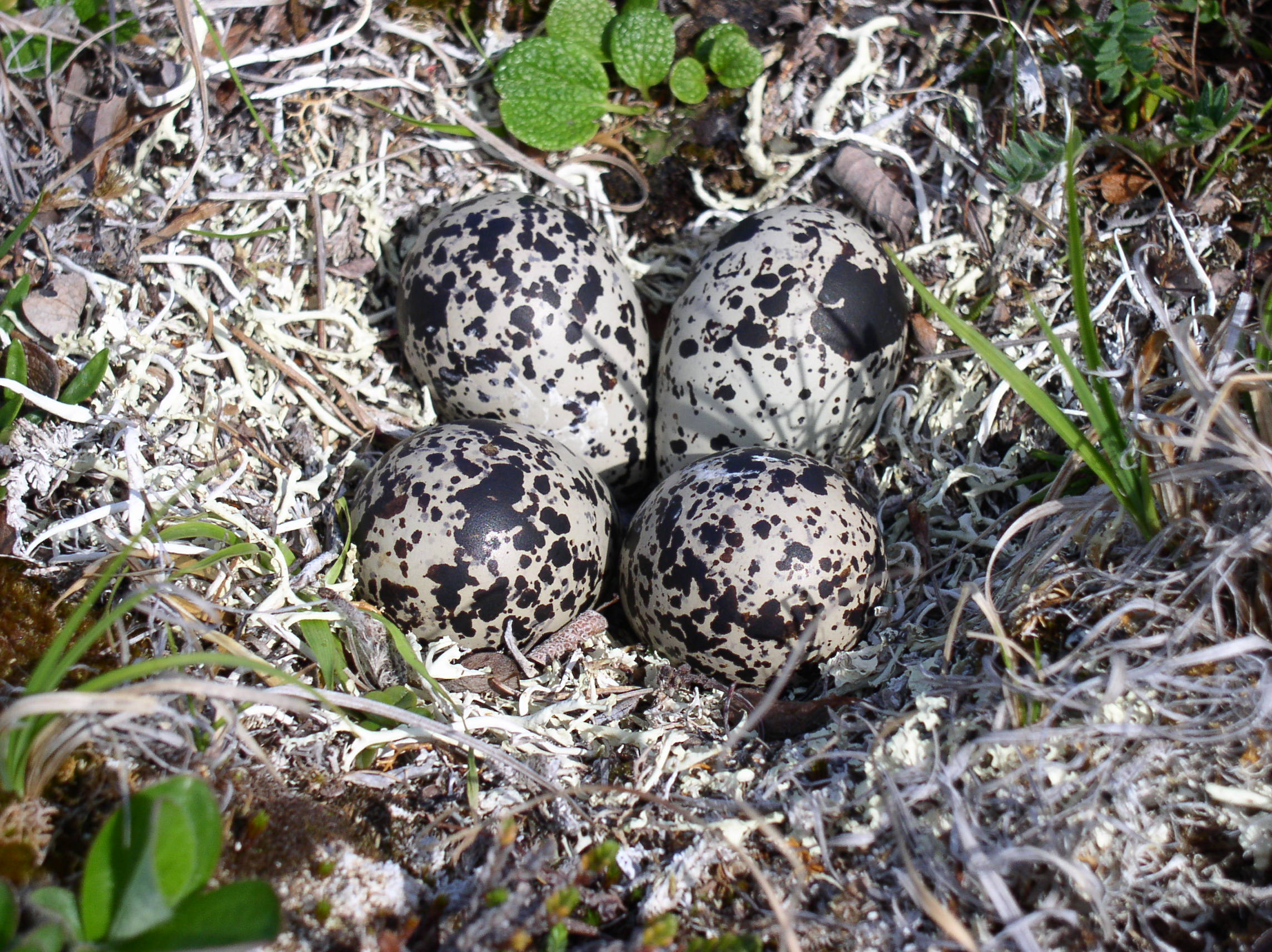
Nido escarbado recubierto con líquenes del pluvial dorado Pluvialis dominica

La técnica usada para construir un nido escarbado varía ligeramente dependiendo de la especie. Los charranes que anidan en playas, por ejemplo, hacen su nido girando su cuerpo en la arena en el lugar que han escogido para anidar, Mientras que los tajamares construyen su nido escarbado usando las patas, pateando arena hacia atrás mientras descansan sobre su abdomen y giran lentamente en círculos.  El avestruz también hace su nido escarbado rascando con las patas, aunque lo hace estando en pie. Muchos tinamos ponen sus huevos en un delgado colchón de hojas muertas que recogen y reúnen bajo un arbusto o entre las oquedades de las raíces de árboles, y el kagú pone sus huevos sobre una pila de hojas muertas acumuladas contra un madero, un tronco de árbol o vegetación.  La becasina canela o aguja jaspeada (Limosa fedoa) aplana un área herbosa aplastándola con sus patas, luego pone sus huevos, por el contrario otras caradriformes vadeadoras que anidan sobre la hierba doblan la vegetación sobre su nido para evitar la detección desde arriba. Las hembras de muchos patos, particularmente en las latitudes nórdicas, revisten su somero nido escarbado con el plumón arrancado de su propio pecho así como con pequeñas cantidades de vegetales.
Entre las aves que hacen nidos escarbados, Rhinoptilus cinctus  y Pluvianus aegyptius  son únicos en sus hábitos de enterrar parcialmente sus huevos en la arena de sus nidos.

### Montículo

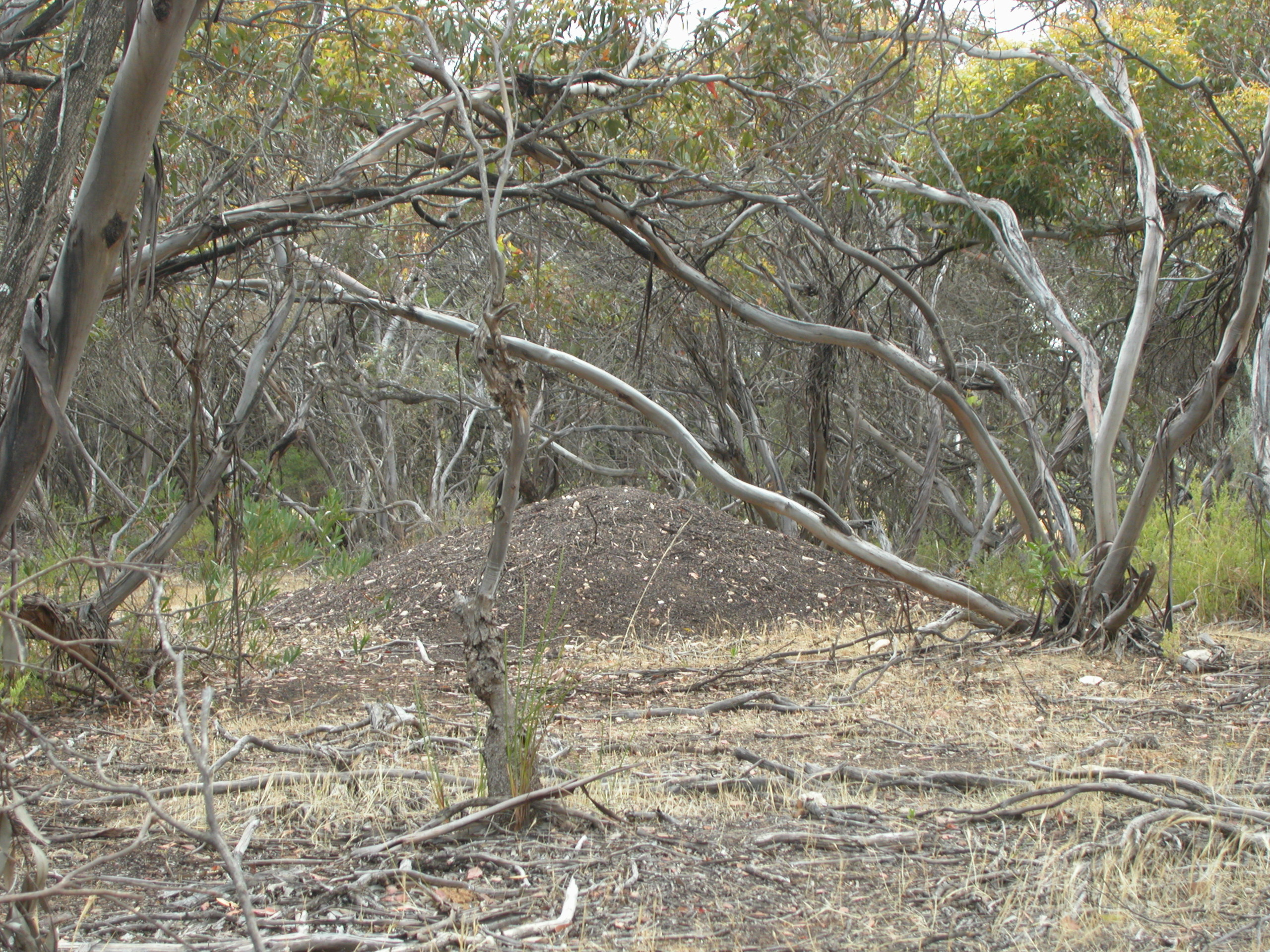
Nido moticular del megápodo Leipoa ocellata

El enterramiento de huevos como forma de incubación alcanza su cenit con los megápodos en Australasia. Varias especies de megápodos construyen enormes nidos monticulares hechos de suelo, ramas, palos, palillos y hojas, y ponen sus huevos dentro de la masa en putrefacción. El calor generado por estos montículos, que son en efecto calentadores gigantes de compost, calienta e incuba los huevos. Investigación reciente ha mostrado que mucho del calor del nido resulta de la oxidación fermentativa de hongos y otros microorganismos termófilos. El tamaño de algunos de estos nidos puede ser verdaderamente asombroso; varios de los más grandes —que contienen más de 100 metros cúbicos de material, y probablemente pesen más de 50 toneladas— inicialmente se pensaba que eran estercoleros de los aborígenes.
En la mayoría de las especies constructoras de montículos, los machos hacen la mayor parte o toda la construcción y mantenimiento del nido. Usando sus fuertes piernas y patas, el macho junta material escarbando alrededor del área del sitio de su elección para anidar, construyendo gradualmente pila cónica o acampanada. Este proceso puede tomar de cinco a siete horas al día durante más de un mes. Como los montículos son típicamente reutilizados durante múltiples temporadas de cría, deben añadirse nuevos materiales cada año para que se genere la cantidad apropiada de calor. Una hembra comenzará a poner sólo cuando la temperatura del nido alcanza un nivel óptimo.

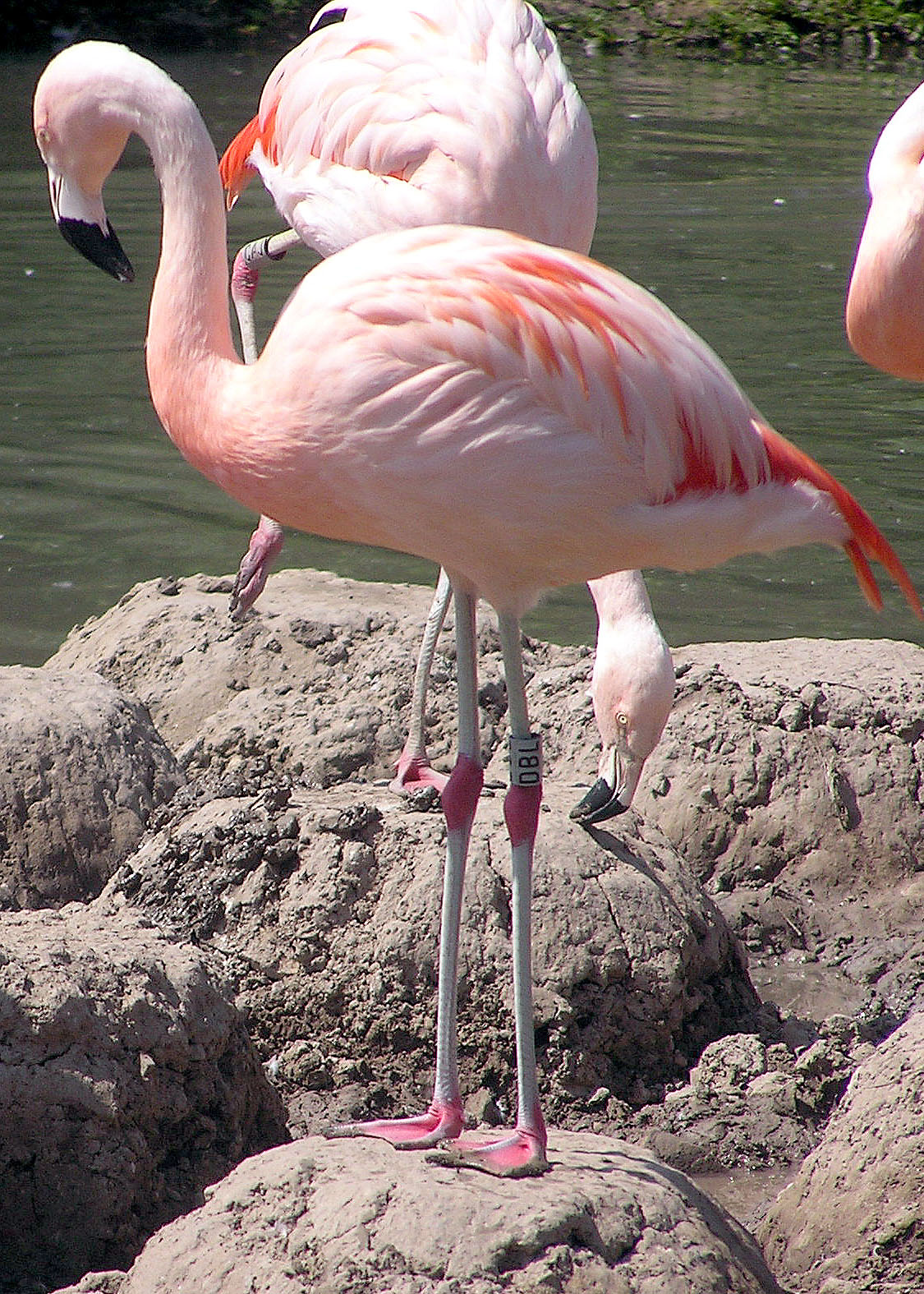
Flamencos chilenos (Phoenicopterus chilensis) con sus nidos monticulares.

Tanto la temperatura como el contenido de humedad del montículo son críticos para la supervivencia y el desarrollo de los huevos, así que ambos son cuidadosamente regulados, principalmente por el macho, durante toda la temporada reproductiva (que puede durar hasta ocho meses).
Los ornitólogos creen que los megápodos pueden usar áreas sensibles de la boca para determinar la temperatura del montículo; cada día durante la estación de cría, el macho cava un hoyo dentro del montículo y mete la cabeza dentro. Si la temperatura del núcleo del montículo está algo baja, él agrega material nuevo húmedo y lo revuelve dentro; si es muy alta, él abre la cima del montículo para permitir que algo del exceso de calor escape. Este monitoreo regular también evita que el material del montículo se compacte, lo que inhibiría la difusión del oxígeno necesaria a los huevos y haría también más difícil a los polluelos desenterrarse luego de la eclosión. Leipoa ocellata, que vive en bosques más abiertos que los que prefieren otros megápodos, usa también el sol para ayudar a calentar su nido, abriendo el montículo al mediodía durante los meses más frescos de primavera y otoño para exponer a los rayos tibios del sol la abundante arena incorporada al nido, y luego usando esa arena tibia para atemperar los huevos durante las noches frías. Durante los meses calientes del verano, el macho de Leipoa ocellata abre su nido sólo en las horas más frías temprano en la mañana, permitiendo que el exceso de calor escape antes de recubrir el montículo completamente. Un estudio reciente mostró que la proporción de sexos de la nidada del pavo de cepillo australiano (Alectura lathami) correlaciona fuertemente con la temperatura del montículo, eclosionaban hembras de los huevos incubados a promedios de temperaturas más altas.
Los flamencos hacen un tipo diferente de nido montículo. Usando sus picos para traerle material, ellos forman una pila cónica entre 15-46 cm de alto, con una pequeña depresión en la cima para albergar su huevo único. La altura del nido varía con el sustrato sobre el que es construido, sobre sitios arcillosos son en promedio más altos que cuando son hechos sobre sitios arenosos o secos. La altura del nido y la zanja circular, a menudo llena de agua, que rodea lo rodea (resultante de material extraído hacia el nido) ayuda a proteger el huevo de los niveles fluctuantes del agua y del calor excesivo al nivel del suelo. En África Oriental, por ejemplo, las temperaturas en la cima del montículo promedian unos 20 grados Celsius menos que en el suelo circundante.

### Madriguera

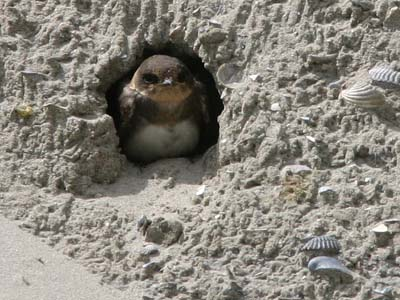
Avión zapador (Riparia riparia) en la entrada de su nido madriguera.

El suelo juega un rol diferente en los nidos madrigueras, aquí los huevos y los polluelos —y en la mayoría de los casos el progenitor que incuba— son protegidos bajo tierra. La mayoría de las aves que hacen nidos en madrigueras excavan su propia madriguera, pero algunas usan las excavadas por otras especies; El Tecolote o mochuelo llanero (Athene cunicularia), por ejemplo, a veces usa las de perros de las praderas, ardillas terrestres, tejones o tortugas, el Poecile superciliosus , herrerillo endémico de China,  usa los huecos de roedores que anidan en el suelo y el Alcedo atthis, martín pescador común, anida ocasionalmente en madrigueras de conejos. Los frailecillos, los pamperos y pardelas, algunos  megápodos, los momotos, los todis, la mayoría de los martines pescadores, el  chorlito cangrejero, las especies de Geositta y Sclerurus están entre las especies que crían en nidos madrigueras.
La mayoría de las anidantes en madrigueras excavan un túnel horizontal en un barranco terroso vertical (o casi vertical), con una cámara al final del túnel para albergar los huevos. La longitud del túnel varía en dependencia del sustrato y la especie; los aviones zapadores hacen túneles relativamente cortos que van de 50 a 90 cm, por ejemplo, mientras que los de los periquitos excavadores pueden extenderse por más de 3 metros. Algunas especies, incluyendo a las tamatías anidantes en el suelo, prefieren terrenos llanos o ligeramente ondulados, y excavan sus túneles de entrada en el suelo en ángulo. En ejemplos más extremos, el barbudo capuchino  cava un túnel chimenea vertical por más de un metro de profundidad, con su cámara del nido excavada hacia un lado a cierta altura sobre el fondo de la chimenea; de este modo ayuda a prevenir que el nido se inunde durante las fuertes lluvias. El martín pescador del paraíso Tanysiptera sylvia  cava su nido dentro del fango compactado de montículos activos de termitas, lo mismo en el suelo que en árboles.

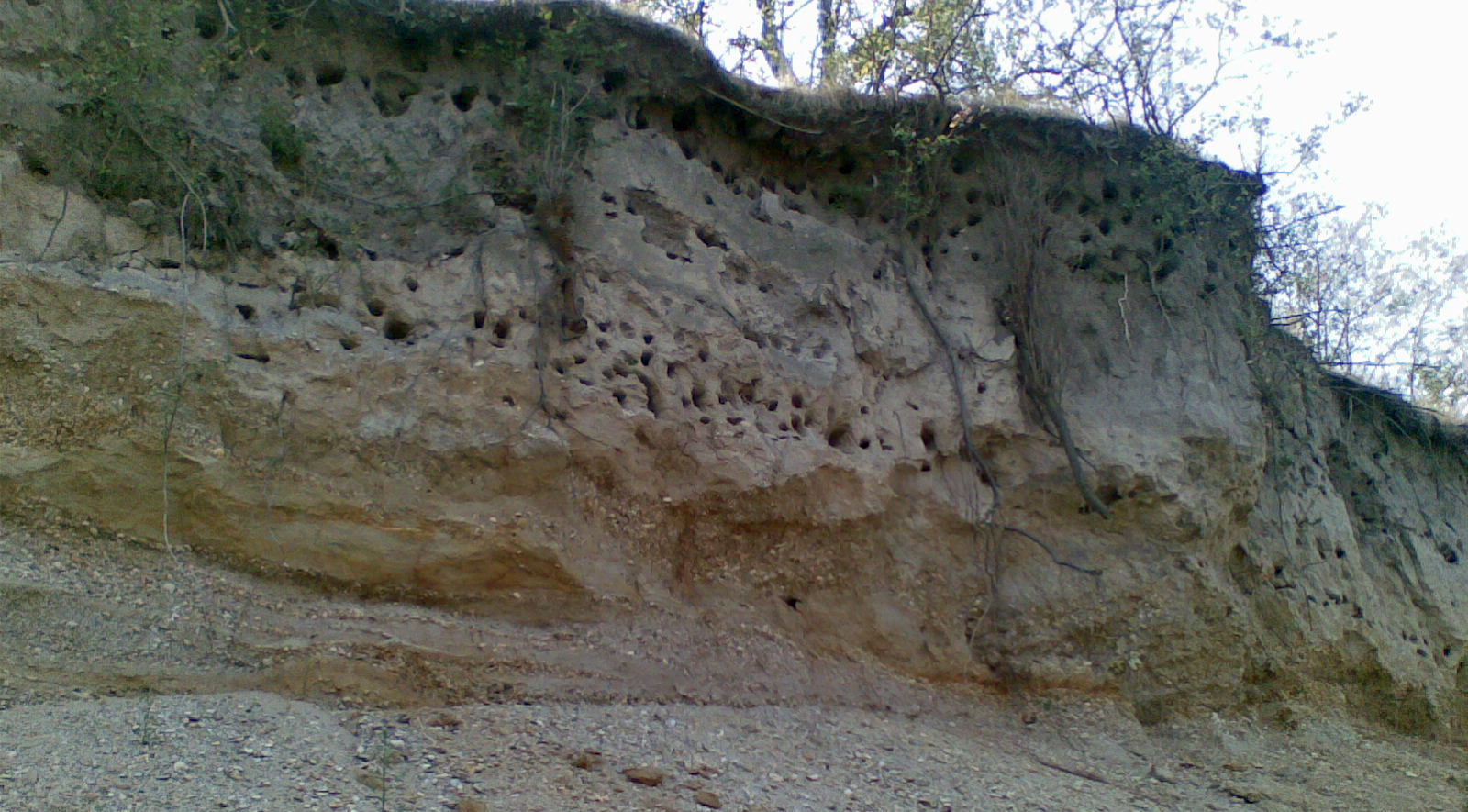
Entradas de madrigueras de una colonia de abejarucos europeos (Merops apiaster).

Las aves usan en combinación el pico y las patas para excavar sus nidos madrigueras. El túnel es comenzado con el pico; el ave sondea el terreno en el suelo para crear una depresión, o si es en una pared de barranco vuela al sitio escogido para anidar y lo golpea con su pico. El segundo método no es falto de peligro, hay reportes de martines pescadores fatalmente heridos en tales intentos. Algunas aves sacan material del túnel con sus picos, mientras otras usan sus cuerpos o palean fuera las partículas con una o ambas patas.  Las hembras de las especies de Tanysiptera son conocidas por usar su larga cola para eliminar los desechos de la excavación.
Los niveles de predación sobre algunas especies que anidan en madrigueras pueden ser bastante altos; en las islas boscosas de Alaska, por ejemplo, las nutrias de río se despacharon a cerca del 23 por ciento de la población de pamperitos de cola horquillada (Oceandroma furcata) durante una sola temporada de cría en 1977. Existe alguna evidencia de que la vulnerabilidad incrementada puede haber llevado a algunas especies que anidan en madrigueras a formar colonias, o a anidar más cerca de parejas rivales en áreas de alta predación que lo que ocurriría si ésta no fuera alta.
No todas las especies anidantes en madrigueras incuban sus huevos directamente. Algunos megápodos entierran sus huevos en huecos arenosos donde los rayos de sol, la actividad volcánica subterránea, o la descomposición de raíces de árboles calientan los huevos.

### Cavidad

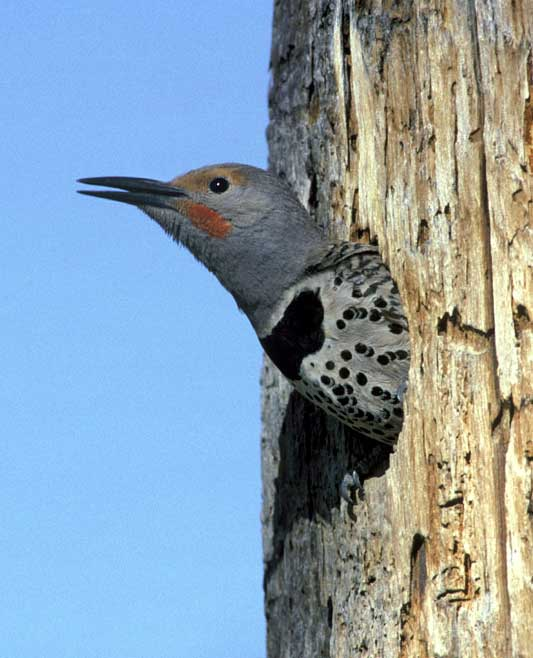
Un carpintero escapulario (Colaptes auratus) sobresaliendo de su nido en cavidad.

El nido en cavidad es una cámara, típicamente en madera de árboles vivos o muertos, pero a veces en los troncos de helechos arborescentes o grandes cactus, incluyendo saguaros. En áreas tropicales, las cavidades son a veces excavadas en nidos arbóreos de insectos. Un número relativamente pequeño de especies, incluyendo carpinteros, curucúes, algunos trepadores Sitta y muchos  barbudos, pueden excavar sus propias cavidades. Muchas más especies —incluyendo loros, páridos, azulejos, la mayoría de los calaos, algunos martines pescadores, algunos búhos, algunos patos y algunos papamoscas— usan cavidades naturales, o las abandonadas por especies capaces de excavarlas, y también a veces usurpan los nidos que están siendo usadas por sus dueños excavadores. Aquellas especies que excavan sus propias cavidades son conocidas como “anidadoras de cavidad primarias”, mientras que aquellas que usan cavidades naturales o las excavadas por otras especies son llamadas “anidadoras de cavidad secundarias”. Ambos tipos de anidadores en cavidades pueden ser inducidas a usar cajas nidos (también conocidas como casas de pájaro); estas imitan cavidades naturales, y pueden ser críticas para la supervivencia de especies en áreas donde hay falta de cavidades naturales.
Los carpinteros o picos usan sus picos con forma de cincel para excavar sus propios nidos en cavidad, un proceso que toma, en promedio, unas dos semanas. Las cavidades son excavadas normalmente en el lado que mira hacia abajo de una rama, presumiblemente para hacer más difícil a los predadores el acceso al nido, y para reducir la posibilidad de inundación del nido por la lluvia. Existe también alguna evidencia de que la pudrición por hongos puede hacer que la madera de la cara inferior de los troncos inclinados sea más fácil de excavar. La mayoría de los carpinteros usa una cavidad solo por una sola temporada de cría. El amenazado pico de Florida o carpintero de cresta roja (Picoides borealis) es una excepción, le toma mucho más tiempo —hasta dos años— excavar la cavidad para su nido, y puede reutilizarla por más de dos décadas. El nido típico de carpintero tiene un túnel horizontal corto que lleva a una cámara vertical dentro del tronco. El tamaño y forma de la cámara dependen de la especie, y el agujero de entrada es típicamente sólo tan grande como lo necesario para el acceso de las aves adultas. Dado que son sacadas virutas de madera durante el proceso de excavación, la mayoría de las especies recubren el fondo de la cavidad con una cama fresca de éstas antes de poner sus huevos.

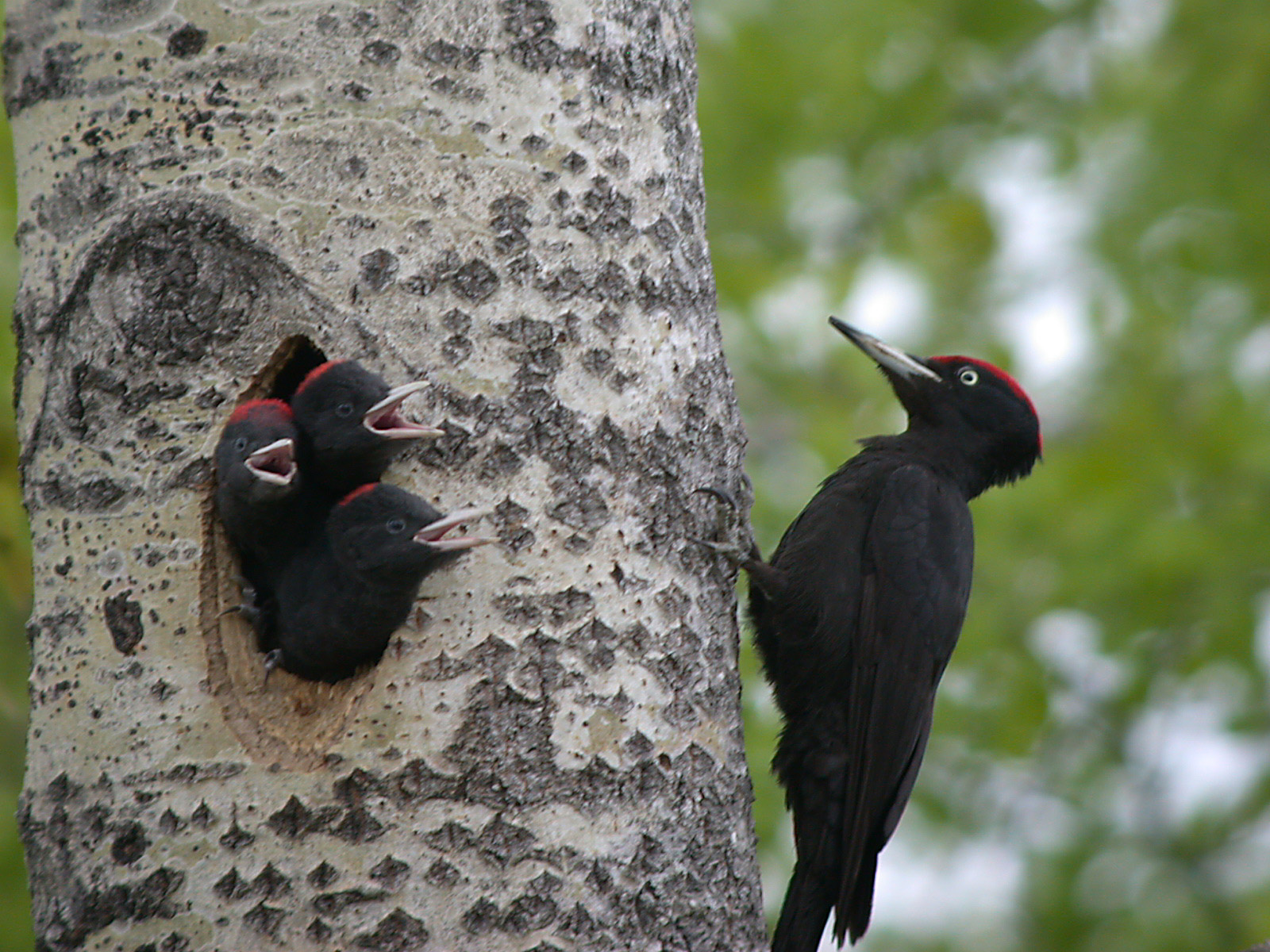
Pitos negros (Dryocopus martius) juveniles en su nido en cavidad.

Los curucúes o trogones excavan la cavidad para hacer sus nidos arrancando con el pico en madera muerta muy blanda; algunas especies hacen cámaras completamente cerradas (accesibles desde una entrada en túnel inclinado hacia arriba), mientras otras —como el extravagantemente emplumado quetzal resplandeciente (Pharomachrus mocinno)— construyen nichos más abiertos. En la mayoría de las especies de curucúes, ambos sexos ayudan en la construcción del nido. El proceso puede tomar varios meses y una sola pareja puede comenzar varias excavaciones antes de encontrar un árbol o  tocón con madera de la consistencia necesaria.
Las especies que usan cavidades naturales —o viejos nidos de carpintero— a veces recubren la cavidad con material suave como hierba, musgo, liquen, plumas o pelambre. Aunque un número de estudios han intentado determinar si los anidadores de cavidades secundarias escogen preferentemente cavidades con un orificio de entrada orientado en ciertas direcciones, los resultados aún no son concluyentes. Mientras algunas especies parecen escoger preferentemente huecos con ciertas orientaciones, los estudios no han mostrado diferencias consistentes en las tasas de descendencia volandera entre nidos orientados en diferentes direcciones.
Las especies moradoras en cavidades tienen que enfrentarse con el peligro de los predadores que pueden acceder a su nido, atrapándoles a ellos y a sus crías dentro y sin posibilidad de salir. Tienen una variedad de métodos para disminuir la probabilidad de que esto ocurra. Picoides borealis  pela la corteza alrededor de la entrada, y taladra piquetes arriba y abajo del hoyo; y, dado que anidan en árboles vivos, el flujo de resina resultante forma una barrera que impide que serpientes alcancen el nido. El trepador Sitta canadensis riega savia alrededor de su hoyo de entrada, mientras que Sitta carolinensis restriega insectos malolientes alrededor del suyo. Sitta europaea cierra parte del hueco de entrada con fango, disminuyendo el tamaño y a veces extendiendo el túnel de la cámara. La mayoría de las hembras de calaos se sellan ellas mismas dentro de la cavidad de su nido, usando una combinación de barro (en algunas especies traído por sus parejas), junto con restos de comida y los excrementos para reducir el hoyo de entrada a una estrecha hendidura.

### Cuenco

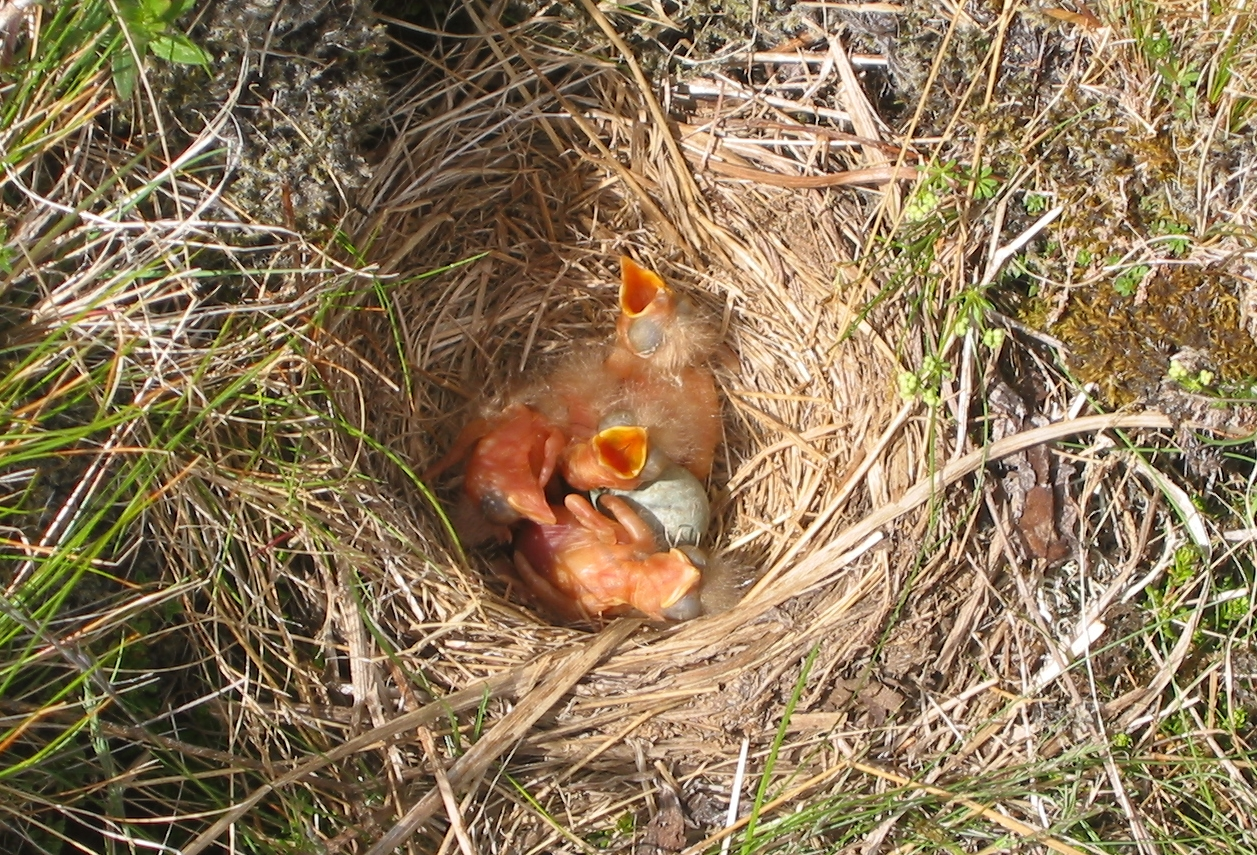
Nido en forma de cuenco de un zorzal alirrojo (Turdus iliacus), con polluelos recién eclosionados.

El nido en forma de cuenco es lisamente semiesférico por dentro, con una depresión profunda para albergar los huevos. La mayoría son hechos de materiales flexibles —incluyendo hierbas— aunque un pequeño número son hechos de barro. Muchos paseriformes y algunos no-paseriformes, incluyendo los colibríes y algunos vencejos, construyen este tipo de nido.
Especies de aves pequeñas en más de 20 familias de aves paseriformes y unas pocas no-paseriformes —incluyendo la mayoría de los colibríes, los reyezuelos, algunos papamoscas tiránidos, y varios chipes parúlidos— usan considerable cantidad de seda de tela de araña en la construcción de sus nidos. Este material de poco peso es fuerte y extremadamente flexible, permitiendo que el nido se amolde al adulto durante la incubación (reduciendo perdida de calor), luego estrecharse para acomodar los polluelos en crecimiento; como es pegajoso, también ayuda a unir el nido a la rama u hoja a la que está adosado.

### Salsera o plato
El nido salsera o plato, aunque similar superficialmente al nido cuenco, tiene sólo una depresión somera para albergar los huevos.

### Plataforma

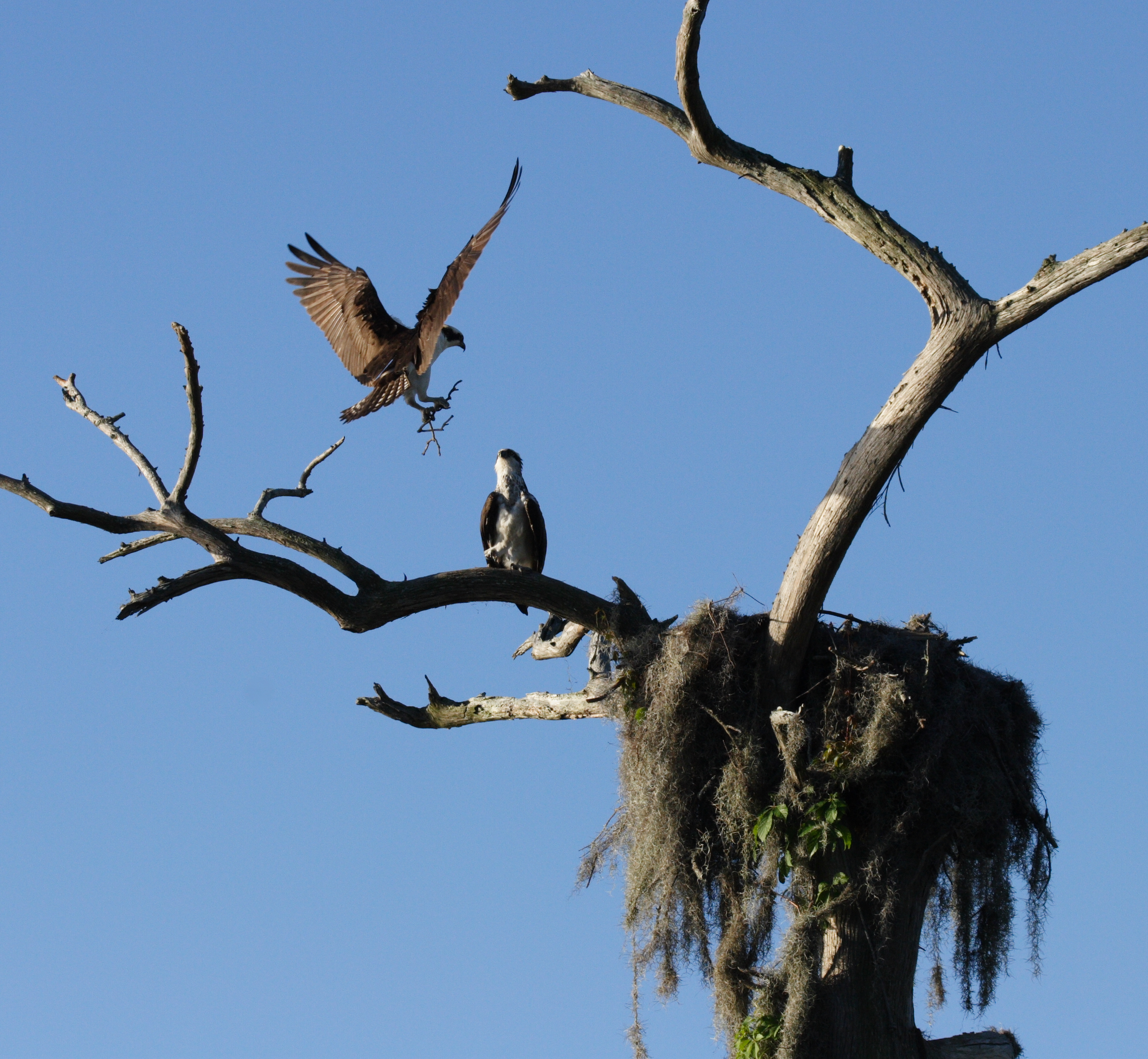
El enorme nido en plataforma del águila pescadora o guincho (Pandion haliaetus).

El nido en plataforma es una estructura grande, a menudo muchas veces más grande que el tamaño del ave que lo construye y lo usa. En el caso de los nidos de aves rapaces, estas plataformas a menudo se usan por muchos años, con nuevo material adicionado en cada estación. En algunos casos, los nidos crecen lo suficientemente grandes como para causar daño estructural al árbol mismo, particularmente durante las tormentas fuertes cuando el peso del nido puede causar tensiones adicionales a las ramas batidas por el viento y muy resistente

### Colgante

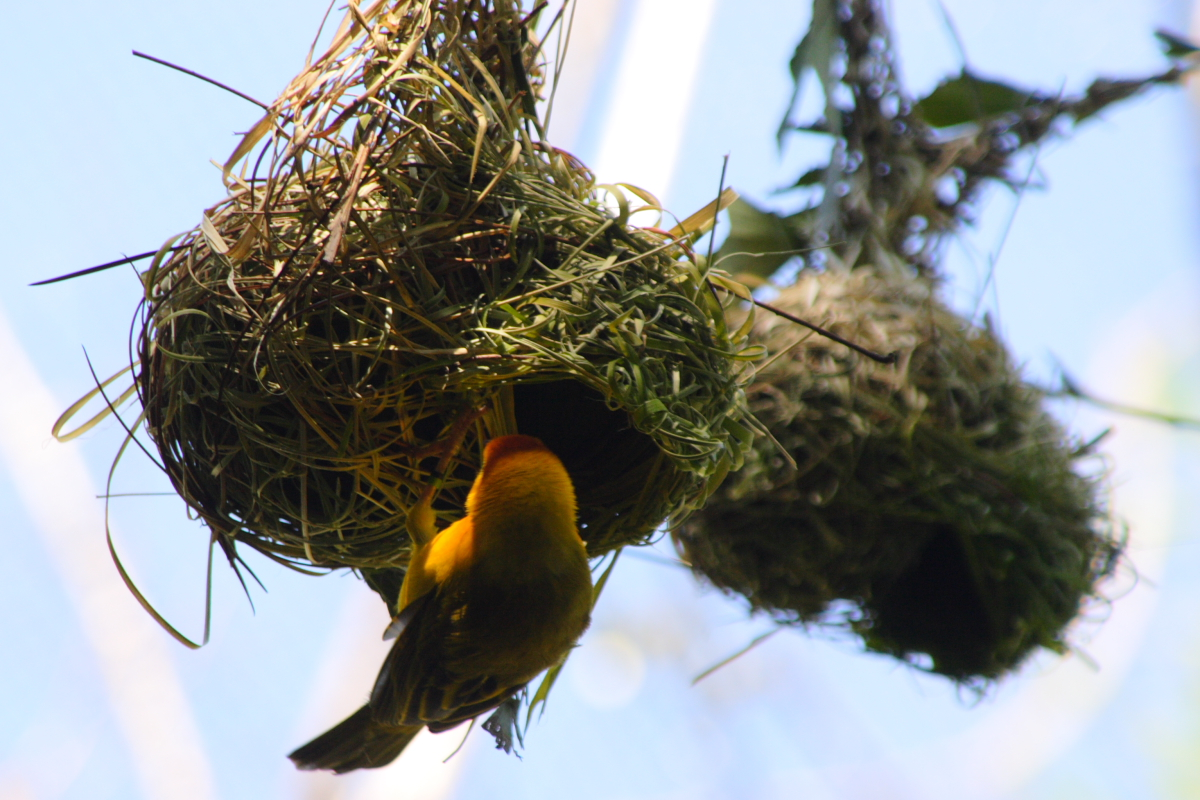
El tejedor dorado taveta (Ploceus castaneiceps) construyendo un nido colgante.

El nido colgante es una bolsa alargada tejida de materiales flexibles como hierbas y fibras de plantas y suspendidas de una rama. Las oropéndolas americanas, los caciques, los oriólidoss (oropéndolas del Viejo Mundo), los tejedores ploceidos y las suimangass están entre las especies que tejen nidos colgantes

### Esférico
El nido esfera es una estructura redondeada; está completamente cerrado, excepto por una pequeña abertura que permite el acceso

## Protección del nido y saneamiento

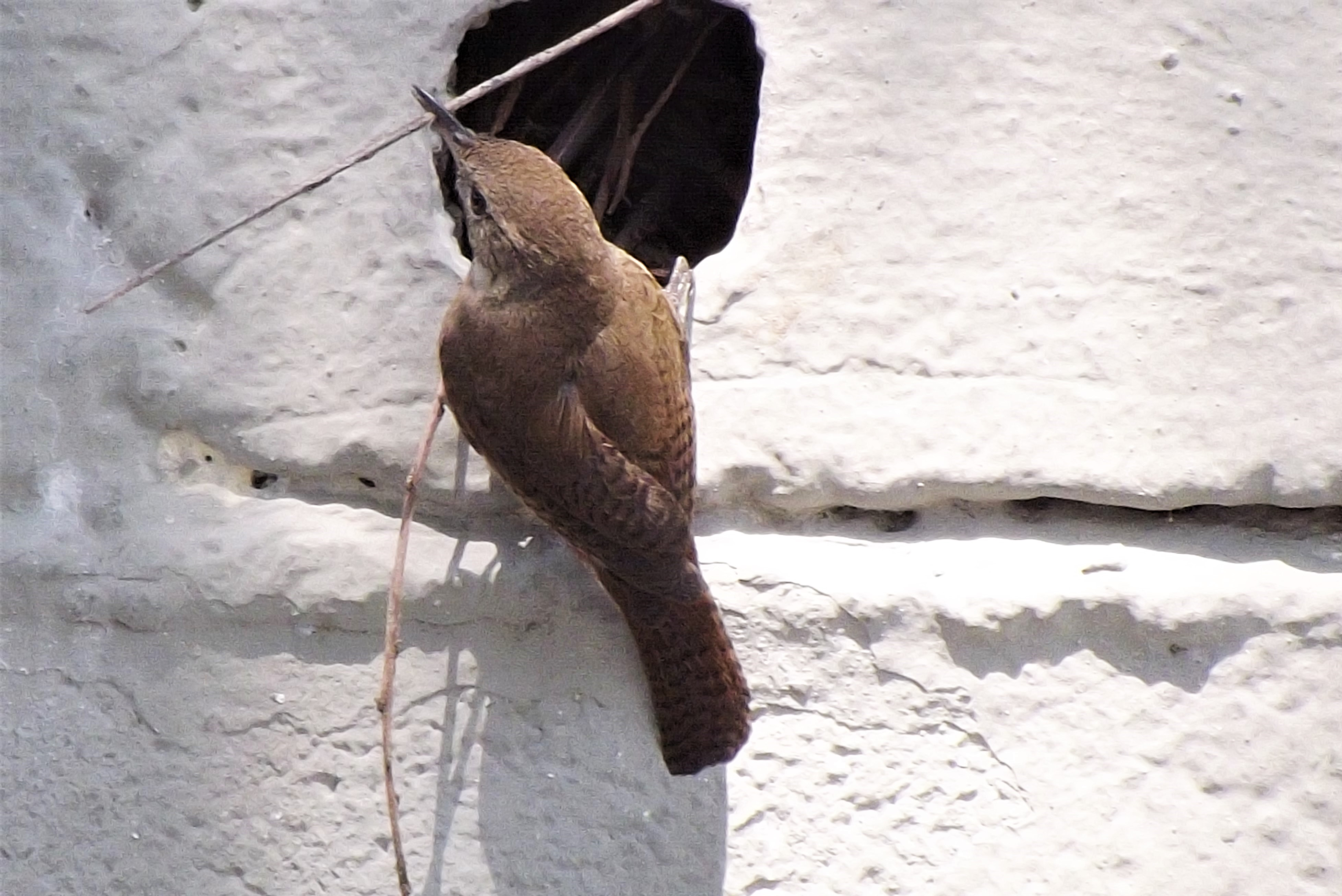
Cucarachero común (Troglodytes aedon) acarreando material para el acondicionamiento del nido en la cavidad de una pared

Muchas especies de aves encubren sus nidos para protegerse de predadores. Algunas especies pueden escoger sitios que son inaccesibles. Algunas pueden hacer modificaciones específicas para mantener a los predadores a raya. Los nidos de aves pueden también actuar como hábitat para otra especie inquilina que pueda afectar al ave directamente. Las aves han evolucionado hábitos para el saneamiento del nido que reducen el efecto de parásitos y patógenos en la nidada.
Algunas especies como los somormujos son muy cuidadosas cuando se aproximan y alejan del nido de modo que no revelen su localización. Algunas especies usan hojas para cubrir el nido antes de dejarlo solo.
Las aves del suelo como los pluviales pueden usar la exhibición del “ala rota” o de la “carrera lisiada” para distraer a los predadores alejándolos del nido.
Los nidos pueden volverse el hogar de muchos otros organismos incluyendo parásitos y patógenos. Las excretas de los pichones resultan un problema. En la mayoría de las paseriformes, el adulto traslada activamente a distancia los bolos fecales de la cría o los consume. Se cree que esto ayuda a prevenir que los predadores del suelo detecten el nido. Los polluelos de aves de rapiña suelen sin embargo enviar sus excretas hacia afuera de borde del nido. Moscardas Calliphoridae del género Protocalliphora se han especializado hasta volverse parásitas obligadas con las larvas alimentándose de la sangre de los pichones.
Se ha observado que algunas aves escogen materiales verdes de plantas aromáticas para construir su nido que pueden tener propiedades insecticidas, mientras otras pueden usar materiales como espantadores de carnívoros para repeler pequeños predadores.

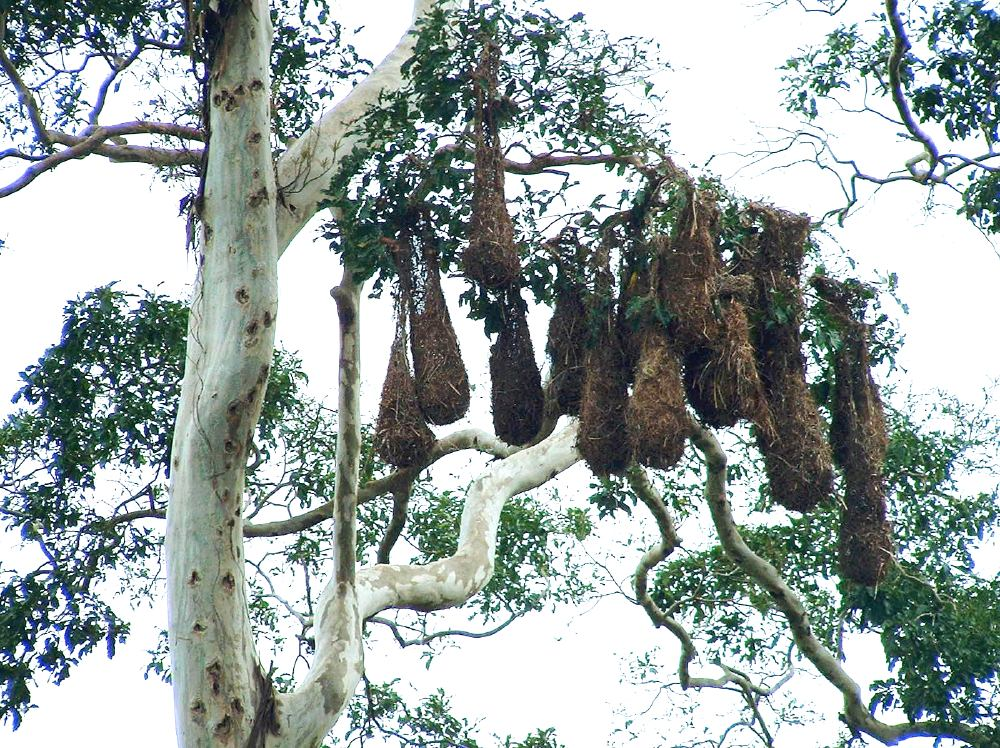
Colonia de anidación de oropéndolas americanas de Montezuma (Gymnostinops montezuma).

## Anidación en colonias
Aunque la mayoría de las aves anida individualmente, algunas especies —incluyendo aves marinas, pingüinos, flamencos, muchas garzas, gaviotas, charranes, tejedores, algunos córvidos y algunos gorriones— se reúnen en colonias de tamaño considerable. Las aves que anidan en colonias pueden beneficiarse de una protección incrementada contra la depredación. Ellas también pueden ser capaces de utilizar mejor las fuentes de alimentos, siguiendo a las que consiguen alimento con más éxito hasta sus sitios de aprovisionamiento.

## En la cultura humana

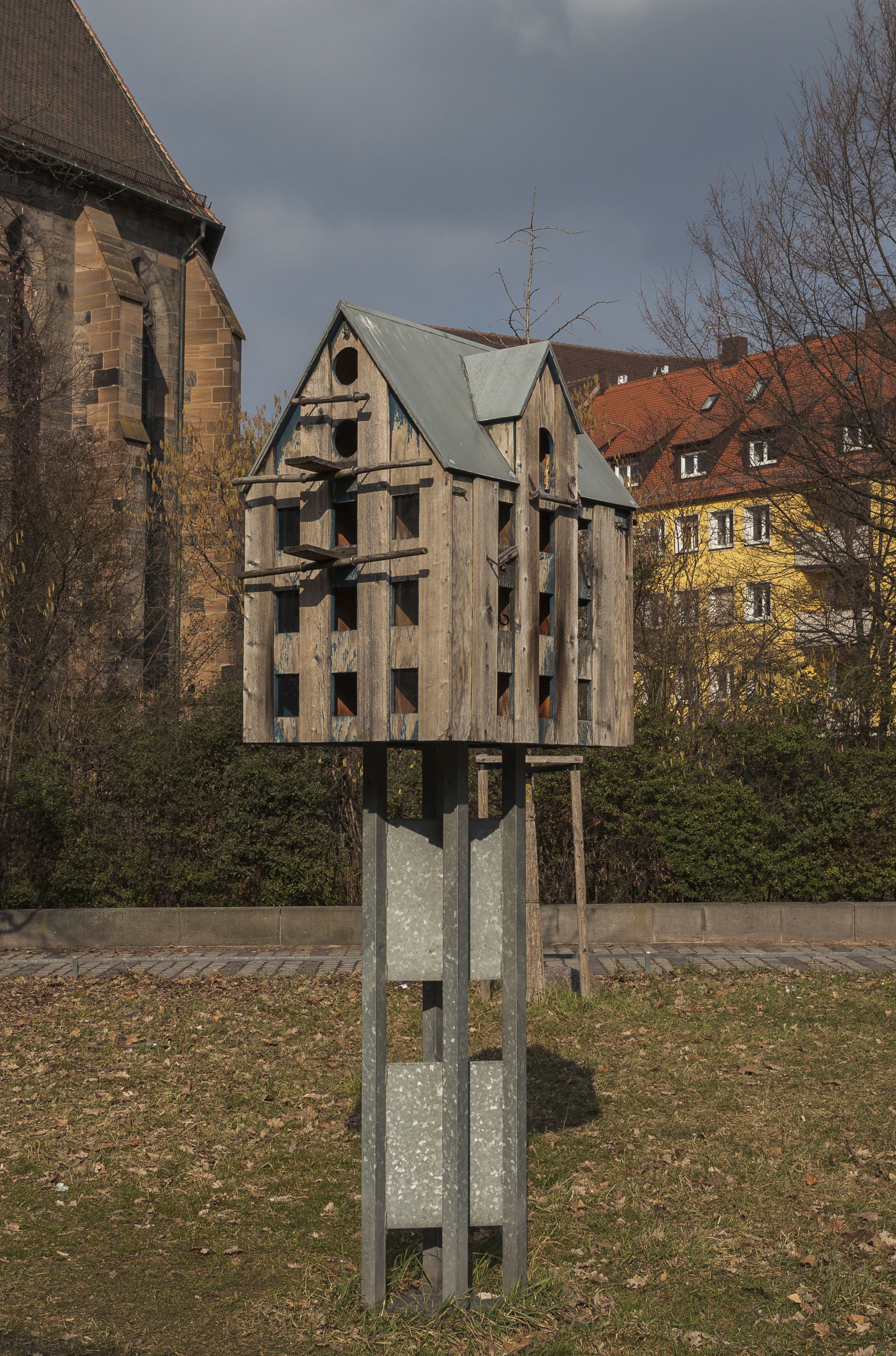
Palomar en Núremberg, Alemania.

Muchas aves anidan cerca de las construcciones humanas y algunas han sido especialmente estimuladas a hacerlo. Las cigüeñas blancas anidantes han sido protegidas y reverenciadas en muchas culturas. A menudo se usan cajas de anidación para estimular a las aves anidantes en cavidades. La anidación del halcón peregrino en altos edificios ha atrapado el interés popular. Las aves criadoras en colonias producen guano que es un fertilizante valioso. Los nidos de saliva de salanganas son usados para hacer sopa de nido de aves en lugares del sudeste de Asia.
Algunas especies de aves son también consideradas dañinas cuando anidan en las proximidades de edificaciones humanas. Las palomas que anidan en las ciudades son a menudo rechazadas por perjudiciales y también consideradas como un riesgo para la salud.
El Estadio Nacional de Pekín, que fue la sede principal de los Juegos Olímpicos de Pekín 2008, tiene el apodo de “El Nido del Pájaro” debido a su diseño arquitectónico, que sus diseñadores asemejaron a un nido tejido por un pájaro.